# Hélène Garache
Pour les articles homonymes, voir Garache.
 (novembre 2023).
 (novembre 2023).
La mise en forme du texte ne suit pas les recommandations de Wikipédia : il faut le « wikifier ».
Les points d'amélioration suivants sont les cas les plus fréquents :
- Les titres sont pré-formatés par le logiciel. Ils ne sont ni en capitales, ni en gras.
- Le texte ne doit pas être écrit en capitales (les noms de famille non plus), ni en gras, ni en italique, ni en « petit »…
- Le gras n'est utilisé que pour surligner le titre de l'article dans l'introduction, une seule fois.
- L'italique est rarement utilisé : mots en langue étrangère, titres d'œuvres, noms de bateaux, etc.
- Les citations ne sont pas en italique mais en corps de texte normal. Elles sont entourées par des guillemets français : « et ».
- Les listes à puces sont à éviter, des paragraphes rédigés étant largement préférés. Les tableaux sont à réserver à la présentation de données structurées (résultats, etc.).
- Les appels de note de bas de page (petits chiffres en exposant, introduits par l'outil «  Source ») sont à placer entre la fin de phrase et le point final[comme ça].
- Les liens internes (vers d'autres articles de Wikipédia) sont à choisir avec parcimonie. Créez des liens vers des articles approfondissant le sujet. Les termes génériques sans rapport avec le sujet sont à éviter, ainsi que les répétitions de liens vers un même terme.
- Les liens externes sont à placer uniquement dans une section « Liens externes », à la fin de l'article. Ces liens sont à choisir avec parcimonie suivant les règles définies. Si un lien sert de source à l'article, son insertion dans le texte est à faire par les notes de bas de page.
- La présentation des références doit suivre les conventions bibliographiques. Il est recommandé d'utiliser les modèles {{Ouvrage}}, {{Chapitre}}, {{Article}}, {{Lien web}} et/ou {{Bibliographie}}. Le mode d'édition visuel peut mettre en forme automatiquement les références.
- Insérer une infobox (cadre d'informations à droite) n'est pas obligatoire pour parachever la mise en page.

Pour une aide détaillée, merci de consulter Aide:Wikification.
Si vous pensez que ces points ont été résolus, vous pouvez retirer ce bandeau et améliorer la mise en forme d'un autre article.
Hélène Garache, née le 29 janvier 1928 à Paris et morte le 15 avril 2023 à Paris, est une sculptrice française.

## Biographie
Hélène Garache s'est formée au dessin et à la sculpture classique française par le statuaire Robert Coutin entre 1947 et 1951. À trente ans, elle choisit de se tourner vers le modelage et la terre-cuite en créant des « sculptures de paysages ».
Dès lors, elle s'attache à rendre en sculpture les grands paysages et les éléments naturels des régions où elle séjourne en Dordogne, en Normandie, dans le Haut-Var, les Alpes françaises et dans l'Engadine suisse. C'est in situ qu'elle cherche à donner une forme à la mer, aux arbres, aux montagnes tels qu'elle les a vus, sous différents ciels et dans des conditions de lumière variables. Ces paysages auxquels elle s'est confrontée ont un nom, un relief, des qualités propres qu'elle aime désigner avec exactitude. Son attachement à la topographie et à la toponymie traduit un goût prononcé pour le document scientifique, qui lui est par ailleurs utile dans la poursuite de son travail à l'atelier de ville. Hélène Garache traite ses sujets comme des êtres dont elle modèle le portrait - approche motivée par une forme d'affection, par la nécessité de saisir une réalité qui la dépasse, et témoigne d'une volonté de « capturer un instant de sa relation personnelle à ce qu'elle aime », comme l'écrit le poète Yves Bonnefoy.
Ses représentations du mont Blanc, de l'aiguille Verte, des chênes blancs de la forêt de Vérignon, près d'Aups, ou de la cascade du Val Fex, en Haute Engadine, ont accompagné une œuvre d'atelier, qu'elle a nommée L'Oeuvre de la maison parce qu'elle lui fut inspirée par le bastidon du XVIIIe siècle qu'elle habitait, l'été, dans le Haut Var. Cette œuvre possède une forte dimension anthropomorphique. Les maisons qu'elle sculpte, telle L'Assomption de la maison d'Hélène, proposent toutes une représentation de son corps tel qu'elle le conçoit : l'étable est son ventre, la chambre son torse, le pigeonnier sa tête, et cette sorte de grenier d'où s'envolent les oiseaux établit une continuité entre le haut de son corps et la Voie lactée.
Tout ensemble spontané et réfléchi, ce travail, parfois à la limite de l'Art singulier, poursuit de façon poétique un chemin de la conscience de soi aux accents mystiques. En travaillant sana relâche, Hélène Garache entretient l'esprit de « devenir enfin l'être qu'elle est », d'« appartenir au monde », selon ses propos.
Elle est morte au lendemain du vernissage de sa toute première exposition personnelle au musée d'art moderne de Paris.

## Expositions
- Vitrine de la librairie-Galerie Le Bruit du temps, Paris, 2019.
- Les Flammes. L'Âge de la céramique (exposition collective) Musée d'art moderne de Paris, 2021-2022[6].
- Mondes parallèles (Marie Bourget, Helmut Federle, Hélène Garache, Hubert Kiecol, Charlotte Rampling, Anne-Marie Scheider et Pierre Weiss), Musée d'Art Moderne de Paris, Paris, 2023-2024[7].

## Collaborations cinématographiques
- Alain Resnais, L'Année dernière à Marienbad, 1961 (réalisation des sculptures avec Claude Garache[8].

## Collections publiques
- Musée d'Art moderne de Paris :
  - Arbres, ensemble de sculptures (sculptures, terre glaise et talc cuits), 1962-1963 : Roger, Hélène, Jeanne et Amaury ;
  - Assomption de la maison d'Hélène, 1968-1977 (sculpture, terre glaise, émaux, oxyde et talc).
  - Cascade du Val Fex (Engadine), 1997 (sculpture, terre glaise, émaux, vernis)
  - Massif du Mont-Blanc vu du Brévent, 2001 (sculpture, terre cuite peinte, émail transparent)
  - Hommage à Claude, 1969 (sculpture, terre rouge et talc)
  - Les jambes de maman, 1971 (sculpture, terre glaise rouge cuite en réduction à 1000 degrés)
  - La chambre avec Claude, 1973 (sculpture, terre cuite en réduction à 1000 degrés)
  - Hommage à Yves Bonnefoy, 1975 (sculpture, terre cuite en réduction à 1000 degrés)
  - Cascade, après 1975 (sculpture, terres de couleur cuite en réduction)
  - Couple de chênes, 1991-1994 (sculpture, terre cuite, engobe, métal, cordelette, fil de fer, bois)[9]

### Livre
- Les Flammes. L'Âge d'or de la céramique (dir. Anne Dressen), Paris Musée, 2021.

### Revues
- « Vingt-six dessins d'Hélène Garache », n° 25, automne 2007
- « Alpages » (huit dessins), dans Conférence, n° 27, automne 2008
- « Massif du Mont Blanc » (douze sculptures), dans Conférence, n° 43, hiver 2016-2017

### Essais
- Yves Bonnefoy, « Dessins d'Hélène Garache », Conférence, n° 25, automne 2007
- Christophe Carraud, « Montagnes d'Hélène, d'Edmond, d'Eugène... », Conférence, n° 25, automne 2007
- Paul Edwards, « Photographier les sculptures d'Hélène Garache», Conférence, n° 43, hiver 2016-2017.

### Radiophonie
- Entretien avec Marc Vaudey au sujet de l'artiste Jean-Pierre Goux, L'indécidable histoire de Monsieur Snob, France-Culture, Radio France, 28 décembre 2016[10].